# Lista dos maiores contratos esportivos

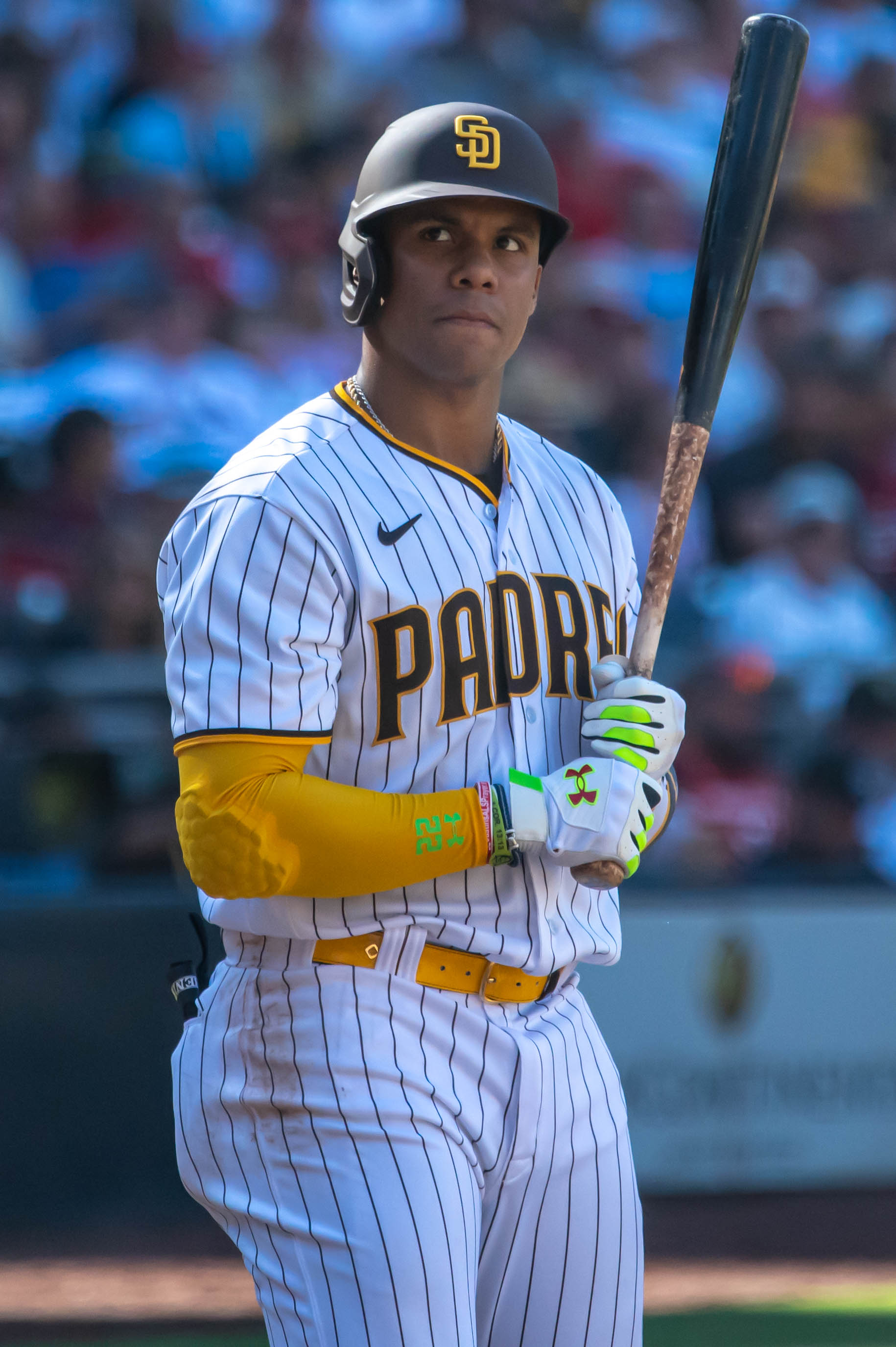
Juan Soto, jogador de beisebol, signatário do maior contrato esportivo.

Esta é uma lista dos dez maiores contratos esportivos já assinados (até 2023). Esses números incluem bônus de assinatura, mas excluem opções, rescisões contratuais e acordos de patrocínio. Esta lista não reflete os maiores salários anuais ou ganhos de carreira, apenas os 10 maiores contratos e, portanto, é amplamente limitada a atletas em esportes coletivos e corridas automobilísticas. Atletas em esportes individuais, como golfe, tênis, tênis de mesa, boxe, kickboxing e MMA, não são empregados por uma equipe e geralmente ganham dinheiro principalmente por meio de premiações em eventos. Esta lista também não reflete necessariamente o dinheiro real recebido pelos atletas, pois alguns contratos são eventualmente rescindidos (geralmente devido a um atleta se aposentar ou invocar uma cláusula de saída). Numa lista de top 100, atletas como Alex Rodriguez, Steven Strasburg, Manny Machado, Kevin Durant, Steph Curry, Deshaun Watson e Giannis Antetokounmpo aparecem nela duas vezes cada.
As entradas nesta lista também requerem uma citação individual do contrato, então alguns dos atletas mais bem pagos (segundo a Forbes) não estão incluídos, pois os detalhes de seus contratos não foram oficialmente confirmados, incluindo nomes como Tiger Woods, Roger Federer e Lewis Hamilton. Isso também distorce a lista em direção a esportes com tetos salariais, onde os salários são conhecimento público e fáceis de citar.
Os números dos contratos referenciados abaixo são apresentados com base no valor nominal e não refletem possíveis tratamentos pré ou pós-impostos. Por exemplo, os contratos com equipes esportivas europeias geralmente são cotados com base pós-impostos.

## Maiores contratos esportivos
| Posição | Nome              | Organização         | Esporte           | Duração de contrato  | Valor do contrato (USD) | Média por ano (USD) | Média por jogo/evento (USD) | Ref.  |
| ------- | ----------------- | ------------------- | ----------------- | -------------------- | ----------------------- | ------------------- | --------------------------- | ----- |
| 1       | Juan Soto         | New York Mets       | Beisebol          | 15 anos (2025–2039)  | US$ 765,000,000         | US$ 51,000,000      | US$ 314,814                 | [ 1 ] |
| 2       | Shohei Ohtani     | Los Angeles Dodgers | Beisebol          | 10 anos (2024–2033)  | US$ 700,000,000         | US$ 70,000,000      | US$ 432,099                 | [ 2 ] |
| 3       | Lionel Messi      | Barcelona           | Futebol           | 4 anos (2017–2021)   | US$ 674,000,000         | US$ 168,500,000     | US$ 4,434,210               | [ 3 ] |
| 4       | Cristiano Ronaldo | Al Nassr            | Futebol           | 2,5 anos (2023–2025) | US$ 536,336,818         | US$ 214,534,727     | US$ 7,151,158               | [ 4 ] |
| 5       | Patrick Mahomes   | Kansas City Chiefs  | Futebol americano | 10 anos (2020–2031)  | US$ 450,000,000         | US$ 45,000,000      | US$ 2,465,686               | [ 5 ] |
| 6       | Karim Benzema     | Al-Ittihad          | Futebol           | 2 anos (2023–2025)   | US$ 447,302,608         | US$ 223,651,304     | US$ 7,455,043               | [ 4 ] |
| 7       | Mike Trout        | Los Angeles Angels  | Beisebol          | 12 anos (2019–2030)  | US$ 426,500,000         | US$ 35,541,667      | US$ 219,393                 | [ 6 ] |
| 8       | Canelo Álvarez    | DAZN                | Boxing            | 5 anos (2018–2023)   | US$ 365,000,000         | US$ 73,000,000      | US$ 33,181,818              | [ 7 ] |
| 9       | Mookie Betts      | Los Angeles Dodgers | Beisebol          | 12 anos (2021–2032)  | US$ 365,000,000         | US$ 30,416,667      | US$ 187,757                 | [ 8 ] |
| 10      | Aaron Judge       | New York Yankees    | Beisebol          | 9 anos (2023–2031)   | US$ 360,000,000         | US$ 40,000,000      | US$ 246,913                 | [ 9 ] |